# Brännbergsmyrtjärnarna (norra)
Brännbergsmyrtjärnarna är en sjö i Arvidsjaurs kommun i Lappland och ingår i Skellefteälvens huvudavrinningsområde.